# Sehafe Lam
Sehafe Lam, auch S’ahafalam (amharisch ጸሓፌ ላም, der die Kühe aufschreibt) war im frühen kaiserlichen Äthiopien ein Titel für Steuereintreiber. Dem Sehafe Lam oblag es, die vom Kaiser für die einzelnen Provinzen festgesetzten Steuern einzutreiben. Während der Regierungszeit von Kaiser Beyde Maryam (1468–1478) wurden die Sehafe Lam vor allem  für die größten und reichsten Provinzen (z. B. Damot und Shewa) ernannt, in denen die Viehzucht dominierte. Entsprechend trugen die Sehafe Lam dieser Provinzen den Titel eines Shewa Sehafe Lam bzw. eines Damot Sehafe Lam. Seit dem 17. Jahrhundert war der Titel nicht mehr im Gebrauch.